# Zeven wereldwonderen van de antieke wereld

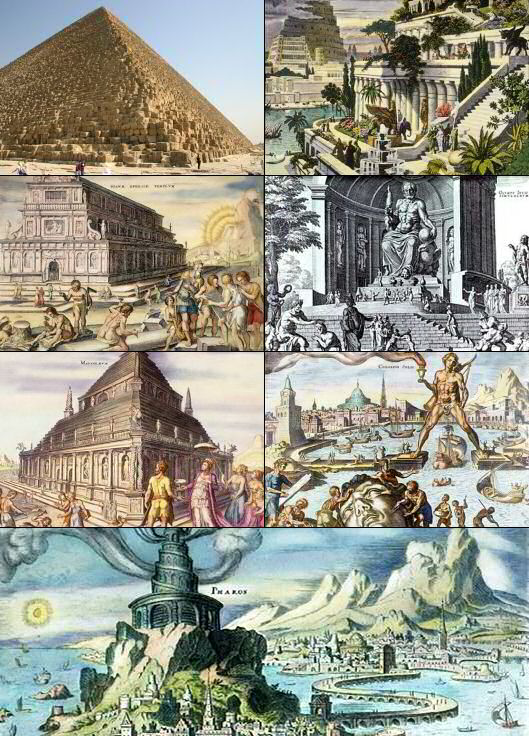
De zeven wereldwonderen (van links naar rechts, boven naar beneden): Piramide van Cheops, Hangende tuinen van Babylon, Tempel van Artemis in Efeze, Beeld van Zeus te Olympia, Mausoleum van Halicarnassus, Kolossus van Rodos en de Pharos van Alexandrië. De afbeeldingen, uitgezonderd de foto linksboven, zijn van de hand van de graveur Philip Galle, naar tekeningen van Maarten van Heemskerck.

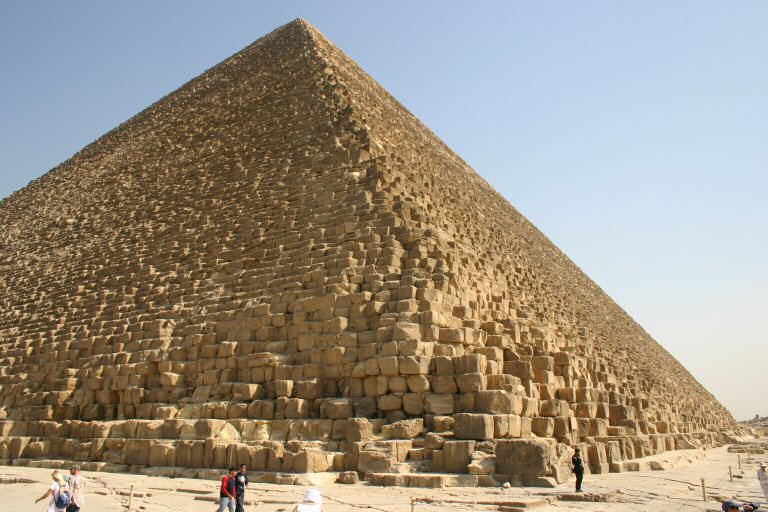
De Piramide van Cheops, de enige van de zeven wereldwonderen van de klassieke wereld die nog overeind staat

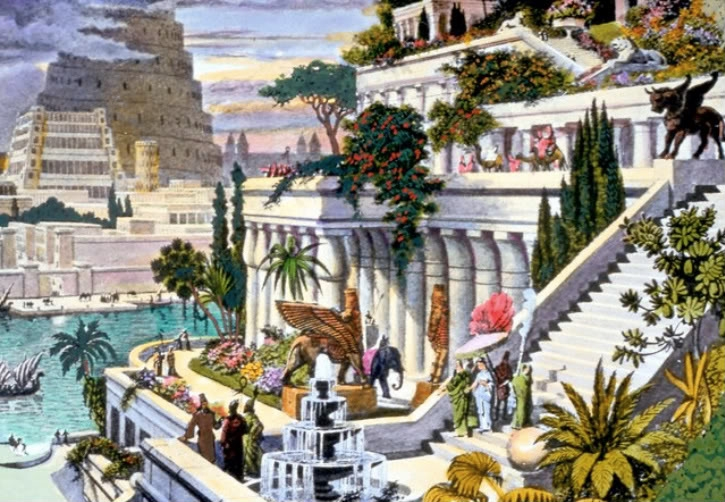
De hangende tuinen van Babylon

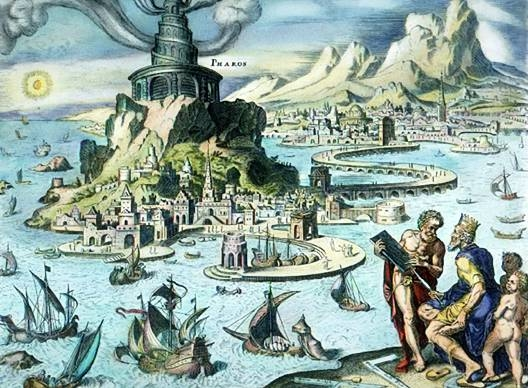
De Pharos van Alexandrië, afgebeeld door de 16e-eeuwse Nederlandse schilder Maarten van Heemskerck

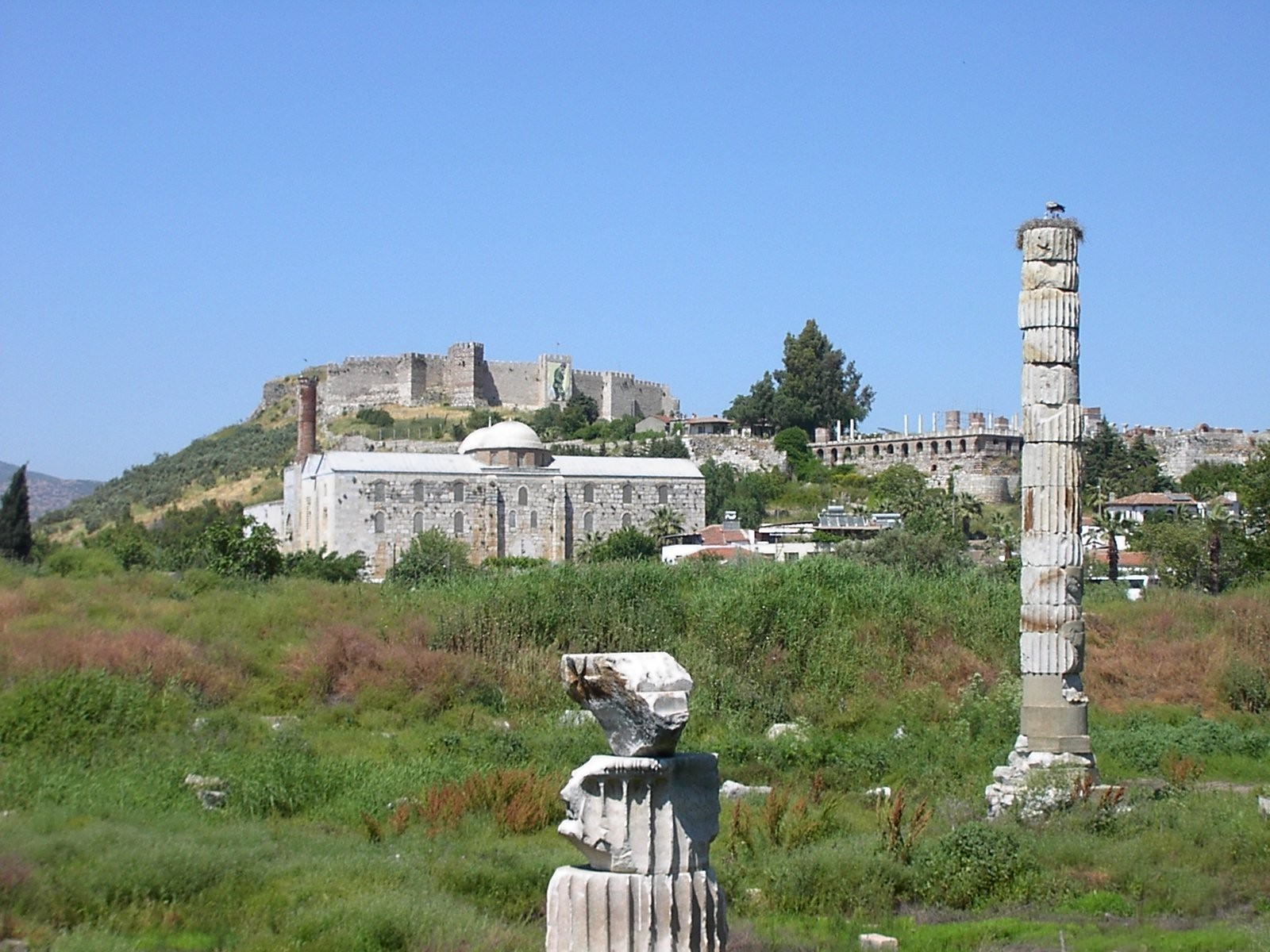
Huidige stand van zaken op de plek van de Tempel van Artemis in Efeze. Er is niet veel van over: enkel de gestapelde zuilen op de voorgrond

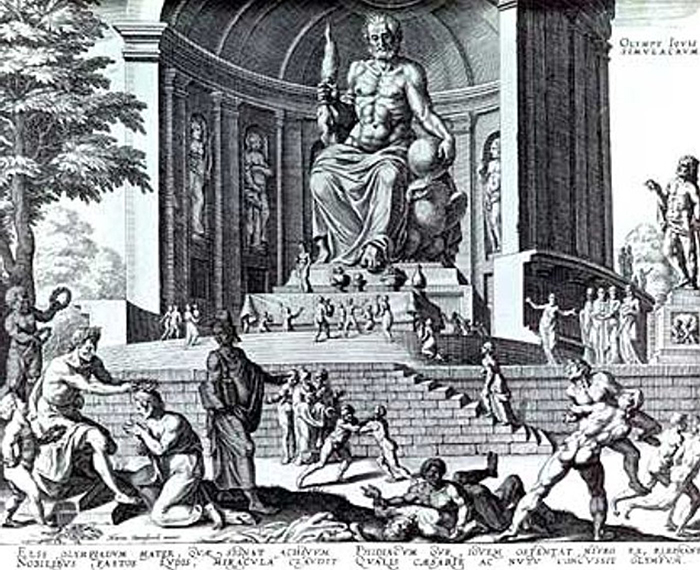
Artistieke weergave van het standbeeld van Zeus in Olympia

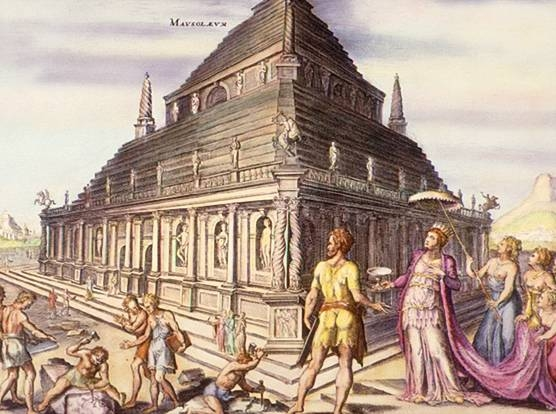
Het Mausoleum van Halicarnassus, afgebeeld door de 16e-eeuwse Nederlandse schilder Maarten van Heemskerck

De zeven wereldwonderen (van de antieke wereld) is een eretitel voor opmerkelijke constructies uit de klassieke oudheid. Deze zeven bewondering en ontzag oproepende bouw- of kunstwerken uit de klassieke oudheid werden aangewezen door verschillende schrijvers, zoals mogelijk Philon van Byzantium (±280-210 v.Chr.), en Antipater van Sidon (2e eeuw v.Chr.). Alle zeven wereldwonderen bevinden zich binnen de grenzen van het rijk dat Alexander de Grote met hulp van de Grieken wist te veroveren. De meeste, maar niet alle, waren bovendien door Grieken gebouwd.
Van de oorspronkelijke zeven wereldwonderen staat er nog slechts één overeind: de Piramide van Cheops, tevens het oudste bouwwerk van de wereldwonderen.

## Achtergrond
De Griekse verovering van een groot deel van de toentertijd bekende wereld in de 4e eeuw v.Chr. gaf Hellenistische reizigers toegang tot de beschavingen van de Egyptenaren, Perzen en Babyloniërs. Onder de indruk en gefascineerd door de bezienswaardigheden en wonderen van de verschillende landen, documenteerden reizigers alle bezienswaardigheden van de tijd. Hierdoor ontstonden veel verschillende lijsten met toonaangevende gebouwen, beeldhouwwerken en andere monumenten.
Het idee van een erelijst met zeven bouwwerken wordt soms toegeschreven aan Ktesias, maar diens werk is grotendeels verloren gegaan. Dat de lijsten sindsdien steevast uit zeven elementen bestonden, sluit aan bij de bijzondere ('magische') betekenis die dit getal had voor de Grieken (evenals voor veel anderen): ze kenden zeven planeten, zeven kleuren, zeven weekdagen, zeven wetenschappen enzovoorts.
Een bekende lijst is die van de Griekse Antipater van Sidon, die rond 140 v.Chr. leefde. Hij noemde in een lofdicht zeven bezienswaardigen, maar was vooral onder de indruk geweest van de tempel van Artemis in Efeze:

Ik heb lang gestaard naar de muur van het stenen Babylon, geschikt voor wagenrennen, en op het standbeeld van Zeus bij de Alpheus, en de hangende tuinen, de Kolossos van de Helios, de grote door mensen gemaakte toppen van de hoge piramides en het gigantische graf van Mausolos, maar toen ik het heilige huis van Artemis zag, met torens die boven de wolken uitstaken, werden de anderen in een schaduw geplaatst. — Antipater

Er was overigens geen overeenstemming tussen de Griekse schrijvers over de exacte invulling van het zevental. Alleen over de Kolossos van Rhodos schijnt men unaniem te zijn geweest. Op andere versies kwam bijvoorbeeld een paleis van Cyrus in Ekbatana voor. Uiteindelijk kwam er een 'gecanoniseerde' versie waarin de vuurtoren van Alexandrië ten opzichte van Antipaters lijst de plaats van de muren van Babylon innam. In moderne versies hiervan wordt in plaats van de Egyptische piramiden in het algemeen soms exclusief de piramide van Cheops (de grootste piramide) genoemd.
Geografisch gezien heeft de lijst slechts betrekking op het Middellandse Zeegebied, met inbegrip van het Nabije Oosten – toentertijd de "bekende" wereld voor de Grieken. Vandaar dat reeds bestaande plekken buiten dit rijk niet op de lijst kwamen. Hoewel een deel van de 'wonderen' typisch Grieks was (zoals standbeelden van Griekse goden), werden ook enkele prestaties van andere volken erkend, zoals de piramiden en de hangende tuinen van Babylon. Babylon was op Antipaters lijst zelfs dubbel vertegenwoordigd: ook met de stadsmuren.

## Overzicht
| Wonder                                                                                          | Constructiedatum                                  | Architect                                 | Vernietigingsdatum                 | Oorzaak van vernietiging                                  | Geografische locatie   |
| ----------------------------------------------------------------------------------------------- | ------------------------------------------------- | ----------------------------------------- | ---------------------------------- | --------------------------------------------------------- | ---------------------- |
| Piramide van Cheops (soms worden de gezamenlijke Egyptische piramiden als wereldwonder genoemd) | 2584-2561 v.Chr.                                  | Egyptenaren                               | Bestaat nog steeds, wel beschadigd | Vandalisme                                                | Gizeh, Egypte          |
| Hangende tuinen van Babylon                                                                     | /                                                 | Babyloniërs                               | /                                  | Hebben wellicht nooit bestaan                             | Babel/Nineveh Irak     |
| Tempel van Artemis in Efeze                                                                     | Circa 550 v.Chr.                                  | Lydiërs, Perzen, Grieken                  | 356 v.Chr. 262 (door Goten)        | Brandstichting door Herostratos Plundering                | Selçuk, İzmir, Turkije |
| Beeld van Zeus te Olympia                                                                       | 466–456 v.Chr. (tempel) 435 v.Chr. (standbeelden) | Grieken                                   | Vijfde en zesde eeuw n. Chr.       | Brandstichting                                            | Olympia, Griekenland   |
| Mausoleum van Halicarnassus                                                                     | 351 v.Chr.                                        | Cariërs, Perzen, Grieken                  | 1494                               | De originele structuur werd vernietigd door overstroming. | Bodrum, Turkije        |
| Kolossus van Rhodos                                                                             | 292–280 v.Chr.                                    | Grieken                                   | 226 v.Chr.                         | Aardbeving                                                | Rhodos, Griekenland    |
| Pharos van Alexandrië                                                                           | Circa 280 v.Chr.                                  | Macedonische Rijk, (Macedoniërs, Grieken) | 1303–1480                          | Aardbeving te Kreta                                       | Alexandria, Egypte     |

## Invloed

### Kunst en architectuur
De zeven wonderen op de lijst van Antipater ontvingen lof door hun opvallende kenmerken, variërend van superlatieven van de hoogste of de grootste in hun soort tot de artisticiteit waarmee ze werden uitgevoerd. Hun architecturale en artistieke kenmerken werden geïmiteerd in de Hellenistische wereld en daarbuiten.
De Griekse invloed in de Romeinse cultuur, en de heropleving van de Grieks-Romeinse artistieke stijlen in de renaissance raakte de creativiteit van Europese kunstenaars en reizigers. Honderden schilderijen en sculpturen, die verwezen naar de lijst van de Antipater, werden gemaakt, terwijl de avonturiers naar de werkelijke locaties trokken om persoonlijk getuige te zijn van de wonderen.

### Moderne lijsten
Van de originele lijst met wereldwonderen staat alleen de Piramide van Cheops/Khufu nog overeind. Het feitelijke bestaan van de hangende tuinen is niet bewezen, hoewel er theorieën in overvloed zijn. Documenten en archeologische vondsten bevestigen het bestaan van de andere vijf wonderen. De Tempel van Artemis en het standbeeld van Zeus werden door brand verwoest, terwijl de vuurtoren van Alexandrië, de Kolossos, en het Mausoleum van Halicarnassus vernietigd werden door aardbevingen. Onder de artefacten die het hebben overleefd, zijn beelden uit het graf van Mausolos en de Tempel van Artemis in het British Museum in Londen te zien.
Het overzicht van de meest architecturale en artistieke menselijke verworvenheden heeft een grote vinger in de pap gehad bij de ontwikkeling voorbij de Griekse oudheid, tot aan het Romeinse Rijk, de middeleeuwen, de renaissance en de moderne tijd. Door de eeuwen heen begonnen Romeinse en christelijke plaatsen op herziene lijsten te staan. In de loop van de 6e eeuw werd er een nieuwe lijst van zeven wereldwonderen samengesteld door bisschop Gregorius van Tours, waarop onder andere het Colosseum, de Ark van Noach en Salomo's tempel stonden.
In 2007 werd een lijst van wereldwonderen samengesteld op basis van een internetverkiezing, waaraan iedereen kon deelnemen, de New7Wonders of the World. De Piramide van Cheops werd bekroond met een erepositie, maar komt zelf niet voor in de lijst van verkozen zeven wereldwonderen.